# عمالة منزلية
العمالة المنزلية أو المساعدة المنزلية أو الخادمة المنزلية، التي تسمى أيضا خادم، هو شخص يعمل داخل أسرة، ويقوم بمجموعة متنوعة من الخدمات المنزلية للفرد أو الأسرة من توفير الرعاية للأطفال والكبار المسنين إلى القيام بأمور المنزل، بما في ذلك التنظيف وحماية المنزل، وقد تشمل مسؤولیات أخرى  مثل الطھي والغسیل والکي والتسوق لشراء الطعام والمھام المنزلیة الأخرى، هذا العمل كان دائما بحاجة إلى من يقوم به ولكن قبل الثورة الصناعية وظهور أجهزة الخدمة المنزلية مثل الغسالات ومواقد الغاز كان هذا العمل صعبًا جسديا.
ويعيش بعض العاملين المنزليين داخل أسرة رب عملهم. وفي بعض الحالات، كانت مساهمة ومهارة الموظفين الذين يشمل عملهم مهام إدارية معقدة في الأسرة ذات قيمة عالية. ومع ذلك، فإن قطاعاً كبيراً من العمال المنزليين مطالبين بأداء مهام كثيرة ولا ينالون التقدير الكافي مع أهميتهم للأسرة. وعلى الرغم من وجود تشريع يحمي العمال المنزليين في كثير من البلدان، فإنه غالبا لا ينفذ على نطاق واسع. وفي العديد من الولايات القضائية تعاني العمالة المنزلية من سوء التنظيم ويتعرض لانتهاكات جسيمة، بما في ذلك الرق  وقد أصدرت منظمتا هيومان رايتس ووتش والعفو الدولية عدة تقارير أو بيانات صحفية حول أوضاع العمالة المنزلية في العالم العربي، كتقريرها عن الإمارات وسلطنة عمان والمغرب والكويت ولبنان والسعودية والأردن وقطر والبحرين وغيرها. وتتحدث هذه التقارير عن خروقات عدة كالاعتداء الجسدي أو الجنسي أو النفسي، وإجهاد العمالة المنزلية فوق طاقتها وإجبارها على العمل ساعات طويلة بلا راحة ومنعها من استخدام الهاتف أو الخروج من المنزل والحرمان من الطعام أو الشراب أو الراتب وغيرها. بالإضافة إلى ذلك تتحدث هذه التقارير عن صعوبة الوصول إلى القضاء أو الشرطة من قبل العمالة المنزلية وانعدام القوانين التي تضمن حقوقهم بالإضافة إلى نظام الكفالة الذي يربط العامل بموظفه أو موظفته.

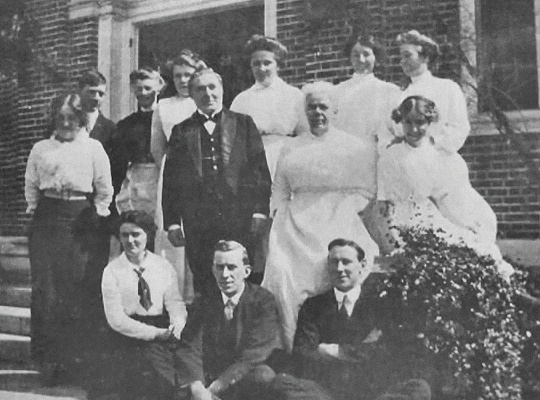
عمال المنازل في الولايات المتحدة عام 1914

## الحماية القانونية

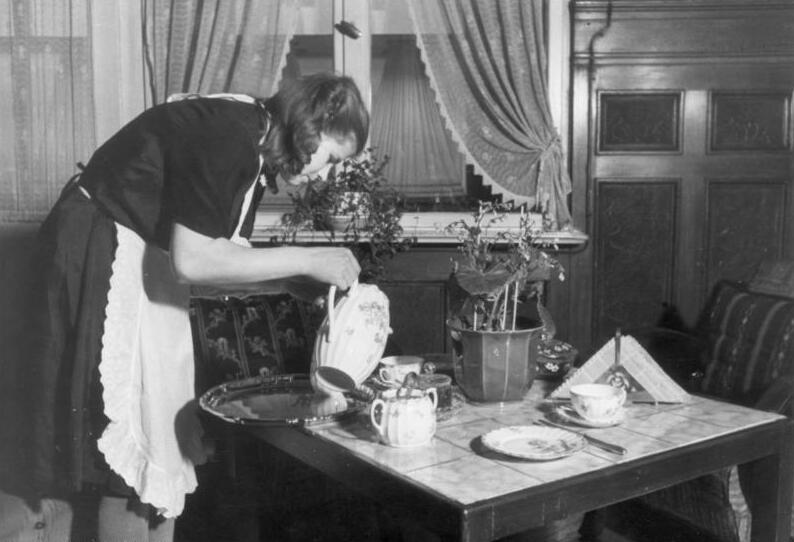
عاملة منزلية، ألمانيا 1945

كان قانون المملكة المتحدة للسادة والخادمين لعام 1823 هو الأول من نوعه وأدى إلى إنشاء قوانين الخدمة المنزلية في دول أخرى، على الرغم من أن التشريعات تميل إلى تفضيل أصحاب العمل. ومع ذلك، قبل أن توضع هذة القوانين التي تمثل هؤلاء العمال لم يكن هناك اى حماية في القانون. والميزة الحقيقية الوحيدة التي توفرها الخدمة المنزلية للعاملين فيها هي توفير الوجبات والسكن وأحيانا الملابس، بالإضافة إلى أجر متواضع.
وافق مجلس إدارة منظمة العمل الدولية في دورته 301  المنعقدة في مارس 2008 على وضع بند بشأن العمل اللائق للعمال المنزليين في جدول أعمال الدورة التاسعة والتسعين لمؤتمر العمل الدولي (2010) بهدف وضع  معايير العمل. وقد تفاوتت الظروف التي يواجهها العمال المنزليون تفاوتا كبيرا عبر التاريخ وفي العالم المعاصر. وفي سياق تحركات القرن العشرين من أجل حقوق العمل وحقوق المرأة وحقوق المهاجرين، ظهرت الظروف التي يواجهها العمال المنزليون والمشاكل الخاصة بطبقة العمال. وفي عام 2011، اعتمدت منظمة العمل الدولية الاتفاقية المتعلقة بالعمل اللائق للعمال المنزليين.
وفي يوليه 2011،  في مؤتمر العمل الدولي السنوي، الذي عقدته منظمة العمل الدولية، اعتمد المندوبون اتفاقية العمالة المنزلية بأغلبية 396 صوتا مقابل 16 صوتا وامتناع 63 عضوا عن التصويت. واعترفت الاتفاقية بأن العمال المنزليين هم عاملون لهم نفس الحقوق التي يتمتع بها العمال الآخرون. وفي 26 أبريل 2012، كانت الأوروجواي أول بلد يصدق على الاتفاقية 

## الإقامة
العديد من العمال المنزليين هم من المقيمين في المنازل التي يعملون بها. وعلى الرغم من أن أماكن سكنهم غالبا ما تكون خاصة بهم، فإن أماكن إقامتهم ليست مريحة في العادة مثل التي يقيم بها أفراد الأسرة. في بعض الحالات، ينامون في المطبخ أو الغرف الصغيرة، وتقع في بعض الأحيان في الطابق السفلي أو العلوي. قد يعيش العمال المنزليون في منازلهم، على الرغم من أنهم غالبا ما يكونون «مقيمين» في المنازل التي يعملون بها، مما يعني أنهم يتلقون غرفتهم وطعامهم كجزء من رواتبهم. وفي بعض البلدان، ونظراً للفجوة الكبيرة بين الدخل الحضري والريفي، والافتقار إلى فرص العمل في الريف، يمكن لأسرة حضرية من الطبقة الوسطى العادية أن تتولى توظيف خادم بدوام كامل. وغالبية العمال المنزليين في الصين والمكسيك والهند وغيرها من البلدان النامية ذات الكثافة السكانية العالية هم من المناطق الريفية ويعلمون في خدمة الأسر الحضرية.
ويجوز لأصحاب العمل أن يطلبوا من عاملات المنازل ارتداء زي موحد أو غير ذلك من رداء «الخادمات المنزلية». الزي الموحد عادة ما يكون بسيطا، على الرغم من أن أرباب العمل الأرستقراطيين في بعض الأحيان قدموا ملابس مزخرفية، خاصة للاستخدام في المناسبات الرسمية. ارتديت النساء العاملات فساتين طويلة، بلون داكن، أو تنورة سوداء ذات أحزمة بيضاء وبلوزات بيضاء، وأحذية سوداء، وكان الرجال والعمال الخدم الذكور يلبسون بدلة بسيطة، أو قميص أبيض مع ربطة عنق. وفي التصور التقليدية، كان ملابس عمال المنازل بصفة خاصة أكثر رسمية ومحافظة من أولئك الذين يخدمونهم. على سبيل المثال، في الأفلام أوائل القرن العشرين، يظهر كبير الخدم يرتدي بذلة، في حين أن أفراد الأسرة الذكور والضيوف يرتدون بذلة واسعة أو سترات رياضية اوسراويل اعتمادا على المناسبة. وفي صور لاحقة، قد يرتدي صاحب العمل والضيوف بنطلونات عادية أو حتى بنطلونات جينز، بينما يرتدي العامل منزلي من الذكور سترة وربطة عنق أو قميصا أبيض مع بنطلون أسود وربما صدرية، والعاملة منزلية إما بلوزة وتنورة (أو بنطلون) أو الزي الموحدة.
وفي 30 مارس 2009، اعتمدت دولة بيرو قانونا يحظر على أصحاب العمل مطالبة العمال المنزليين بارتداء الزي الرسمي في الأماكن العامة. ومع ذلك، فإنه لم يوضح أي عقوبات ستلحق أصحاب العمل الذين ينتهكون القانون. واعتمدت دولة تشيلي قانونا مماثلا في عام 2014، وحظرت أيضا أصحاب العمل أن يطلبوا من العاملات  ارتداء الزي الرسمي في الأماكن العامة.

## الوضع الحالي
وتشير تقديرات منظمة العمل الدولية في عام 2015 استنادا إلى الدراسات الاستقصائية المحلية ل 232 بلدا وإقليما أن عدد العمال المنزليين بنحو 67.1 مليون عامل. ولكن تقول منظمة العمل الدولية نفسها «الخبراء يقولون إن العدد الإجمالي للعمال المنزليين يمكن أن يصل إلى 100 مليون نظرا لأن هذا النوع من العمل غالبا ما يكون مخفيا وغير مسجل،». وتذكر منظمة العمل الدولية أيضا أن 83 في المائة من العمال المنزليين من النساء وكثير منهم من العمال المهاجرين.
وفي جواتيمالا، تشير التقديرات إلى أن 8 في المائة من جميع النساء يعملن كعاملات منازل. وليس لديهم أي حماية قانونية. ووفقا لقانون العمل الجواتيمالي، فإن العمل المنزلي «لا يخضع لقانون وقت العمل ولا للأنظمة المتعلقة بالحد الأقصى لعدد ساعات العمل في اليوم». من الناحية القانونية، لا يحق للمساعدين المنزليين سوى الحصول على عشر ساعات من وقت الفراغ في اليوم، ويوم عطلة واحد في الأسبوع. ولكن في كثير من الأحيان، يتم تجاهل قوانين العمل الدنيا هذه، وكذلك الحريات المدنية الأساسية.
وفي البرازيل، يجب توظيف العمال المنزليين بموجب عقد مسجل ولديهم الكثير من حقوق مثل أي فئة عمالية آخرى، تشمل حقوق العاملة المنزلية الحد الأدنى للأجور والإجازات المدفوعة الأجر وعطلة أسبوعية بأجر. يبدوا أنه من غير المألوف أن يستأجر أصحاب العمل خدما بطريقة غير مشروعة اولا يضعون عقد عمل مناسب. وبما أن العمال المنزلين يكونوا في الغالب من الفئات المحرومة التي تقل فرص حصولها على التعليم، فإنها غالبا ما تكون مستضعفة وغير مدركة لحقوقها، ولا سيما في المناطق الريفية. ومع ذلك، يمكن للعمال المنزليين الذين يعملون بدون عقد مناسب مقاضاة أصحاب العمل بنجاح والحصوب على تعويض عن الإساءات المرتكبة. من الشائع في البرازيل أن يطلب من الموظفين المحليين، بما فيهم المسئولون عن رعاية الأطفال، ارتداء الزي الرسمي، في حين أن هذا الشرط قد قل استخدامه في بلدان أخرى.
وفي الولايات المتحدة، يستبعد العمال المنزليون من العديد من أشكال الحماية القانونية الممنوحة لفئات أخرى من العمال، بما في ذلك أحكام قانون علاقات العمل الوطنية. وعادة ما يكون العمال المنزليون من النساء، ومن المحتمل أن يكونوا مهاجرين. وقد طبقت ولاية نيويورك قانون الوقت  الإضافي الإلزامي والراحة للعمال المنزليين منذ عام 2010، على الرغم من أن مشروع قانون كاليفورنيا الذي يستند إلى نيويورك، والمعروف سابقا باسم 889 AB، تم تمريره من خلال السلطة التشريعية قبل أن يتم التصويت عليه في سبتمبر 2012 من قبل الحاكم جيري براون. وتحصل العمالة المنزلية -ومعظمهم من نساء الجماعات الاقلية- في أمريكا على أجور متدنية ولا يحصلن في الغالب على أي استحقاقات تقاعدية أو صحية بسبب عدم توفر الحماية الأساسية للعمالة. وكشف التقرير الصادر عن التحالف الوطني للعمال المنزليين والمجموعات التابعة له أن ما يقرب من ربع المربين ومقدمي الرعاية والعاملين في مجال الصحة المنزلية يقلون عن الحد الأدنى للأجور في الولايات التي يعملون فيها، وأن ما يقرب من نصفهم - 48 في المائة - يحصلون على أجر أقل من الذي يحتاجونه لسد احتياجات اسرهم.

## الأطفال العاملون في الخدمة المنزلية
لا يزال استخدام الأطفال كخدم منزلين أمرا شائعا في أجزاء من العالم، مثل أمريكا اللاتينية وأجزاء من آسيا. وهؤلاء الأطفال معرضون جدا للاستغلال: فغالبا لا يسمح لهم بالحصول على فترات راحة أو  يطلب منهم العمل لساعات طويلة؛ يعاني الكثير من الأطفال من انعدام فرص الحصول على التعليم، مما يمكن أن يسهم في العزلة الاجتماعية وانعدام الفرص في المستقبل. وترى اليونيسيف أن العمل المنزلي هو من بين أسوأ الحالات التي يمكن أن يعيش فيها الأطفال، وتفيد التقارير بأن معظم عمال المنازل الأطفال يعيشون في المنازل التي يعملون بها  ويخضعون للسيطرة طول الوقت لأصحاب عملهم. وتشير بعض التقديرات إلى أن العمل المنزلي هو من أكثر أشكال العمل شيوعا بين الفتيات. ويشيع العمل المنزلي للأطفال في بلدان مثل بنجلاديش وباكستان. وفي باكستان، منذ يناير 2010 إلى ديسمبر 2013، أبلغ عن 52 حالة من حالات التعذيب  لعاملات المنازل الأطفال، بما في ذلك 24 حالة وفاة. وتشير التقديرات إلى أن ما لا يقل عن 10 ملايين طفل يعملون على الصعيد العالمي في وظائف العمالة المنزلية. ويواجه الأطفال عددا من المخاطر الشائعة في العمل المنزلي. وقد حدد البرنامج الدولي للقضاء على عمل الأطفال أن هذه المخاطر تشمل: أيام عمل طويلة ومتعبة؛ استخدام المواد الكيميائية السامة؛ تحمل الأحمال الثقيلة. والتعامل مع المواد الخطيرة مثل السكاكين والفؤوس والمقالي الساخنة. وعدم كفاية الغذاء والإقامة، والمعاملة المهينة بما في ذلك العنف البدني واللفظي، والاعتداء الجنسي.

## العمل المنزلي والهجرة الدولية
العديد من البلدان تستقبل عاملات المنازل من الخارج، وعادة من البلدان الأكثر فقرا، من خلال وكالات التوظيف والوسطاء لأن رعايا الدول الغنية لم يعدوا يميلون إلى القيام بالعمل المنزلي بما من هذة البلدان دول الخليج في الشرق الأوسط وهونغ كونغ وسنغافورة وماليزيا وتايوان. هناك ما لا يقل عن مليون عامل منزلي في المملكة العربية السعودية تحت نظام الكفالة.
والمصادر الرئيسية للعمال المنزليين من تايلند واندونيسيا والهند والفلبين وبنجلاديش وباكستان وسري لانكا واثيوبيا. كما تستورد تايوان عاملات المنازل من فيتنام ومنغوليا. يوجد بعض المنظمات مثل كاليابان تدعم العدد المتزايد من هؤلاء العمال المهاجرين.
ويمكن أن تؤدي هجرة العمال المنزليين إلى عدة آثار مختلفة على البلدان التي ترسل العمال في الخارج والبلدان التي تستقبل عمال المنازل من الخارج. وهناك علاقة معينة بين البلدان التي ترسل العمال والبلدان المستقبلة للعمال هي أن البلد المرسل يمكنه سد الثغرات في النقص في اليد العاملة في البلد المستقبل. ويمكن أن تكون هذه العلاقة مفيدة لكلا البلدين المعنيين لأن العدد المطلوب للعمل يكون سهل التوفير من الدول التي ترسل العمال. ولكن هذه العلاقة يمكن أن تكون معقدة للغاية وليست مفيدة دائما. وعندما ترتفع البطالة في البلد المستقبل لا تتطلب الحاجة إلى عاملات المنازل المهاجرات، إلا أن وجودهن يمكن أن يضر بالعمال المنزليين في ذلك البلد 
وعندما بدأت الهجرة الدولية تزدهر انتشر العمال المهاجرين من الذكور وبعض الدراسات التي بدأت تُظهر الآن أن النساء يهيمنن على أعداد كبيرة من أنماط الهجرة الدولية من خلال أخذ نسبة كبيرة من العمال المنزليين الذين يغادرون وطنهم بحثا عن العمل كخادمة منزلية في بلد آخر.
فالنساء اللواتي يهاجرن للعمل في المنازل كعاملات منازل تحفزهن أسباب مختلفة ويهاجرن للبحث عن حياة أفضل. وفي حين أن العمل المنزلي في الخارج هو بالنسبة للعديد من النساء، الفرصة الوحيدة للعثور على عمل وتوفير دخل لأسرهن، فإن العمل المنزلي تجارة سوف يجبرن على الدخول إليها بسبب صعوبة التنقل في بلادهن. وبالإضافة إلى ذلك، غالبا ما يواجه العمال المنزليون المهاجرون ضغوطا تتمثل في ترك أفراد الأسرة في بلدانهم الأصلية أثناء قيامهم بالعمل في الخارج. فالحراك التصاعدي داخل البلد الجديدة صعب بوجه خاص بالنسبة للعمال المنزليين المهاجرين لأن فرصهم غالبا ما تكون محدودة بسبب وضعهم غير القانوني الذي يضع قيودا محددة جدا على العمل المتاح لهم فضلا عن قدرتهم الضئيلة على التفاوض مع أصحاب العمل .

## الدعوة إلى الديون المستحقة لمجوعة العمال المنزليين المهاجرين.
ويرى البعض أن التضحيات الشخصية للعمال المنزليين ساعدت على دعم التنمية الاقتصادية والاجتماعية على الصعيد العالمي. «الدين الإيكولوجي: الدين المستحق»، يعرف بأنه «دين مستحق من الشمال العالمي والجنوب العالمي إلى» العمال الإنجابيين «الذين ينتجون ويحتفظون بالقوى العاملة الجديدة». ووفقا لمنظمة العمل الدولية، تشكل النساء 80٪ من العمال المنزليين. وتؤدي النسبة المرتفعة جدا من النساء في العمل المنزلي إلى  بعض النتائج الجدالية بسبب ارتباط هذا القطاع بالأمومة، مما يؤدي إلى افتراض أن العمل المنزلي هو بطبيعته عمل الإناث. ويجادل البعض بدعم هذة الفكرة أن العمل المنزلي يحدث داخل المجال الخاص الذي يعتبر أنثويا بطبيعته. وتدل هذه الحجة على الصلة بين العمل المنزلي والطبيعة الأنثوية التي يتضمنها العمل  وغالبا ما يشار إلى العامل المنزلي باسم«المساعدة المنزلية»، وأن العمال المنزليين في بعض الاحيان يشار إليهم ب «المربيات» أو «الخادمات». وقد جادل أحد المؤلفين على الأقل بأن استخدام الفاض لغوية متراكمة بخصوص ارتباط العمل المنزلي مع المرأة يسهم في استبعاد العمل المنزلي من معظم قوانين العمل الوطنية.
وبسبب الافتقار إلى الفرص الاقتصادية في الجنوب العالمي، تترك العديد من النساء اللواتي تعيش أسرهن في بلادهم الأصلية لمتابعة العمل في الشمال العالمي. وعندما يصلون إلى البلد المقصد، غالبا ما ينطوي عملهم على رعاية أسرة أخرى (بما في ذلك الأطفال وكبار السن). وغالبا ما تهاجر العاملات المنزليات لتوفير الدعم المالي لأسرهن المباشرين وأسرهن الكبيرة وحتى أفراد آخرين في مجتمعهن المحلي. ويتم تحويل معظم أجورهم إلى بلدانهم الأصلية في الوقت الذي تتحمل فيه ظروف العمل والمعيشة الخطرة والمهينة في الشمال .
وأثير أمر جدالى آخر يفيد بأن العمل المنزلي يجري داخل المجال الخاص به فقط لذلك غالبا ما يصبح العمال غير مرئيين، ويمكن لأصحاب العمل حجب وثائق سفرهم وحصر إقامتهم في المنازل التي يعملون بها ومنع وصولهم إلى سبل الانتصاف القانونية. ويؤكد أولئك الذين يؤيدون هذه الحجة أن العمال المنزليين ممنوعون في كثير من الأحيان من الاتصال بأسرهم وغالبا ما يمضون أشهر أو سنوات بل وحتى عقود دون رؤية أسرهم الذين يعملون من أجلهم ويعيشون من تحويلاتهم ذلك بسبب ما يشار إليه بديناميكية القوة والافتقار المزعوم لحقوق العمل.
وعلاوة على ذلك، قيل إن قدرتهم على سد النقص في اليد العاملة وقبول الموقف داخل قوة العمل الإنجابية التي يرفضها مواطنون البلدان المضيفة لهم تسهم في تطوير النظام الرأسمالي العالمي  وفي الوقت نفسه تدعم النمو الاقتصادي للدول الفقيرة من خلال تحويلاتهم كما تزيد حركة السلم الاجتماعي في هذة البلدان. وبالنظر إلى هذة الرؤية فإنه يمكن استنتاج أن كلا من الظروف المعيشية في الشمال والجنوب تمثل عبء جسيم لهؤلاء العمالة لانها تقوم على تحسين حياة فرد على حساب مشقة الآخرين، وأن العمل المنزلي غالبا لا ينظر إليه على أنه مثل أي عمل آخر.
ومع ذلك، في 17 يونيو 2011، وبعد 70 عاما من الضغط من قبل جماعات المجتمع المدني، اعتمدت منظمة العمل الدولية اتفاقية تهدف إلى حماية وتمكين العمال المنزليين وقد قامت جماعات العمال المنزليين بالكثير من جهود الدعم التي ساهمت في التصديق على اتفاقية منظمة العمل الدولية رقم 189، مما يبرهن على أنهم ليسوا مجرد ضحايا وإنما عوامل تغيير. ولم تصدق على الاتاقية بعض الدول بعض سوى على اثنين من البلدان المستقبلة للعمالة، مما يدل على إحجام الحكومات عن الاعتراف بما يعتبره هؤلاء المدافعون حقاً من جانب المجتمع لهؤلاء العمال وسداد الديون المستحقة.
ويؤكد هؤلاء المدافعون أن التصديق على الاتفاقية رقم 189 لمنظمة العمل الدولية وإنفاذها سيعني أن العمال المنزليين المهاجرين يتمتعون بنفس حقوق العمل مثل العمال في المجالات الأخرى «الذكورية» ومثل مواطني بلدان العمل. وتشمل القائمة غير الكاملة للحقوق الأساسية التي تضمنها المادة 189 من اتفاقية منظمة العمل الدولية بموجب المادة 7 ما يلي: الحد الأقصى لساعات العمل؛ والحد الأدنى للأجور الثابتة؛ إجازة مدفوعة الأجر؛ توفير الغذاء والإقامة؛ وفترات الراحة الأسبوعية. ولا يشكل ضمان هذه الحقوق للعمال المنزليين المهاجرين سداد الديون المستحقة لهم، ولكنهم يحصولون على هذه الحقوق باعتبارهم من العاملين والبشر.

## الآثار الاجتماعية للعمل المنزلي
ونظرا لأن المرأة تهيمن حاليا على سوق العمل المحلية في جميع أنحاء العالم، فقد تعلمت أن تتحكم في  نظام العمل المنزلي في داخل بلدانها وخارجها على حد سواء من أجل زيادة فوائد دخول سوق العمل المحلية إلى أقصى حد.
ومن بين عيوب العمل كعاملة منزلية أن المرأة العاملة في هذا القطاع تعمل في مجال يعتبر في كثير من الأحيان مجالا خاصا. ويؤكد نقاد العمل المنزلي للنساء أن المرأة تهيمن على السوق مما يؤدي إلى عدم المساواة بين الجنسين من خلال خلق علاقات بين العاملات وأصحاب عملهن واستمرار المرأة في وضع أقل قوة. ويشير نقاد آخرون إلى أن العمل في مجال خاص يحرم العمال المنزليين من مزايا العمل الاجتماعي في المجال العام.
وبالإضافة إلى ذلك، يواجه العمال المنزليون مصاعب أخرى. وتزداد عزلة هؤلاء الأشخاص عن طريق إخفائهم عن المجال العام، وعدم إدراك طبيعة العمل يقلل من قيمة العمل كما يجعل العمال أنفسهم أكثر ضعفاً. كما أن مستوى العزلة التي تواجهها المرأة يعتمد أيضا على نوع العمل المنزلي الذي تتعامل معه. فعلى سبيل المثال، قد تضحي المربيات المقيمات في المنزل بكثير من حريتها واستقلالها، وتصبح أحيانا معزولة بشكل متزايد عندما تعيش مع أسرة لا تكون جزءا منها وبعيدة عن نفسها.
وفي حين أن العمل في مجال مهيمن عليهم من قبل النساء يمكن أن يثبت أنه غير ملائم للعمال المنازلين. العديد من النساء قد تعلمن كيف يساعدن الآخريات  من اجل تحقيق وضع اقتصادي أفضل. وتجد النساء أن الشبكات غير الرسمية للأصدقاء والعائلات هي من أنجح الوسائل المستخدمة في العثور على الوظائف وتأمينها.
وبدون ضمان الحماية القانونية، فإن العديد من النساء اللواتي يعملن بدون أوراق الهوية أو المواطنة المطلوبة يكن عرضة للإساءة. ويتوجب على بعض العاملات القيام بمهام تعتبر مهينة تظهر مظهرا من مظاهر تسلط صاحب العمل على العامل. ويمكن أن يؤدي توظيف العمل المنزلي من البلدان الأجنبية إلى نشر الفكرة القائلة بأن الأعمال المنزلية أو الخدمية مخصصة لمجموعات اجتماعية أو عرقية أخرى، وتؤدي إلى القول  بأن العمل المنزلي يصلح فقط للفئات الأدنى من الناس.
يمكن أن يكون كسب العمالة في سوق العمل المحلي صعبا على النساء المهاجرات. وكثير من الوسطاء المتعاقدون يعرضون خدماتهم عن طريق خادمات ذوات خبرة في هذا المجال، مما يخلق نوعا هاما من المهنية لاكتساب  الخبرة اللازمة التي يمكن أن توفر فرصا أفضل وأكثر استقلالية في المستقبل. كما أن النساء اللواتي يعملن كعاملات منازل يمكن أن يقمن بالانتقال الوظيفي. ومع اكتساب الخبرة يكون لدي العامل خيار قبول الوظائف من أصحاب عمل متعددين مما يحقق زيادة في الدخل والخبرة، والأهم من ذلك قدرتهم على التفاوض على الأسعار مع أصحاب عملهم.

## الهمينة على مجال العمل المنزلي
وتسيطر النساء حاليا على مجال العمل المنزلي في جميع أنحاء العالم .
وفي حين أن مجال العمل المنزلي مفيد للمرأة من حيث أنها توفر لها قطاع عمل من السهل الدخول اليه، ولكن هذا المجال له عيوبه لانه يعزيز عدم المساواة بين الجنسين من خلال فكرة أن العمل المنزلي صناعة ينبغي أن تشغلها المرأة. في مجال العمل المنزلي  فإن نسبة الوظائف التي يشغلها الرجال أقل بكثير من الوظائف التي تشغلها المرأة عادة. وفي مجال رعاية الأطفال لا يشكل الرجال سوى حوالي 3-6 في المائة من جميع العمال. وبالإضافة إلى ذلك،  في مجال رعاية الأطفال فإن الرجل يمكن أن يشغلوا الأدوار التي لا تحتوى على أعمال الرعاية مثل الأدوار الإدارية  مثلاً كإداري في مركز رعاية نهارية.
يعتقد أن مجال العمل المنزلي كان تنتمي إلى النظام الاجتماعي القديم ولا يلائم العصر الحديث، فإن تشير بعض الاتجاهات أن مقومات مجال العمل المنزلي قد تغيرت ولكن العمل المنزلي في حد ذاته لم يتغير ولكن طرأ عليه علامات التحول. وهناك عدة أسباب محددة تنسب إلى استمرار دورة الطلب على العمل المنزلي. وأحد هذه الأسباب هو أنه مع تزايد عدد النساء اللواتي يعملن في وظائف بدوام كامل، فإن الأطفال سوف يشكلون عبئاُ على الأباء. غير أنه يقال إن هذا العبء لن يؤدي إلى الطلب على المساعدة المنزلية الخارجية إذا كان الزوج والزوجة يقدمون بمستويات متساوية من الجهد في العمل المنزلي وتربية الأطفال داخل منازلهم ].
دائما ما توجد عمالة منزلية كافية لكل الطلبات التي تقدم بسبب انتشار العمال المنزليين المهاجرين من البلدان الأخرى الذين يتدفقون إلى الدول الأكثر ثراء لتلبية الطلب على العمل في المنازل. هذا الاتجاه من العمال المنزليين المتدفقين من الدول الفقيرة إلى الدول الأكثر ثراء يخلق علاقة على بعض المستويات تشجع على تحرر مجموعة واحدة من الناس على حساب استغلال الآخر. وعلى الرغم من أن العمل المنزلي بعيد عن أن يتلاشى من المجتمع، ولكن العلاقة بين طلب العمالة ووجود عمالة تلبي هذة الطلبات قد تغيرت بشكل جذري مع الزمن .

## أنواع العمالة المنزلية
- عامل مغترب «Au pair»: مساعد منزلي أجنبي يقيم في البيت الذي يعمل به.
- كاتب «Amanuensis»: شخص يعمل في الكتابة سواء باليد أو على آله كاتبه يكتب ما يملى عليه أو      ينسخ شئ مكتوب.
- جليسة أطفال «Babysitter»: الشخص الذي يراقب الأطفال في المنزل.
- خادمة Between maid»»: التي تكون نصف خدمتها في غرفة الاستقبال والنصف الآخر في المطبخ.
- حارس شخصي «Bodyguard»: الذي يقوم بحماية صاحب العمل.
- خادم Boot boy»»: يكون صبي صغير السن يعمل على تنظيف الاحذية وصيانتها ويقوم ببعض المهام الثانوية.
- خادم Butler : خادم كبير غالباً ما يوجد عن الاسرة كبيرة العدد مهمته الاشراف على قبو النبيذ والأدوات الفضية والاشراف على الخدم الذكور الآخرين.
- حارس القلعة «Castellan»: يكون مسؤول عن القلعة.
- عامل الغرفة «Chambermaid»: خادمة مهمتها  تنظيف وترتيب غرف النوم، وضمان إشعال الموقد، وتوفير المياه الساخنة.
- عاملة نظافة المنزل «Charwoman»: تكون مسئولة عن نظافة المنزل أو المكتب غالباً يكون عملها دوام جزئي.
- سائق «Chauffeur»: سائق شخصي لصاحب العمل.
- عامل النظافة Cleaner»»: عامل ينظف المنازل أو المباني التجارية.
- طباخ «Cook»: مهمته طبخ الطعام وإما يعمل وحده أو رئيس فريق من الطهاة يعملون لحساب  صاحب العمل.
- مسؤول العناية بالكلاب «Dog walker»: عامل يقوم بعمل نزهة لكلاب صاحب العمل.
- عامل «Footman»: عامل منزلي له مهام خاصة مثل تقديم الوجبات وفتح الأبواب وإغلاقها وحمل أشياء ثقيلة أو نقل الأثاث للخادمة لتنظيفها.
- البستاني «Gardener»: الذي يعمل في الحديقة ويكون مسؤول عن زراعتها وتنظيمها والاهتمام بها.
- معلمة الأطفال « Governess»: المرأة التي تقوم بتعليم الأطفال.
- حارس الأراضي « Groundskeeper»: يعمل لدي الاشخاص اصحاب الممتلكات الكبيرة.
- خادم « Hall boy»: خادم ذو مرتبة ضئيلة لا يوجد الا في الاسر الكبيرة.
- خادم « Handyman»: الذي يقوم بإصلاح الاشياء في المنزل.
- مدرب الاحصنة « Horse trainer»: العامل الذي يقوم بتدريب الاحصنة.
- خادم « Houseboy»: الذي يقوم بالاعمال الشخصية لصاحب العمل.
- خادمة «« Housekeeper : غالبا ما تكون موظفة قديمة.
- طاهية Kitchen maid»»: التي تقوم بطهو الطعام.
- خادمة « Lackey»: التي تقوم باعمال اضافية بأجر أقل
- خادمة « Lady's maid»: تكون أمرأة مصاحبة لمن تعمل لديها تساعدها في اختيار ملابسها واكسسواراتها ومستحضرات التجميل.
- خادمة الغسيل « Laundress»: تكون مسئولة عن الغسيل.
- خادمة « Maid»: التي تقوم بأعمال المنزلية بشكل نموذجي.
- كبير الخدم « Majordomo»: كبير مجموهة الخدم في المنزل.
- مُدلك « Masseur/Masseuse»: الخادم الذي يقوم بالتدليك.
- مربية « Nanny»: الخادمة التي تكون مسئولة عن رعاية الأطفال والرضع.
- ممرضة « Nursemaid»: الخادمة التي تقوم بأعمال التمريض والعلاج في المنزل.
- المتسوق الشخصي « Personal shopper»: الذي يقوم بالتسوق.
- المدرب الشخصي « Personal trainer»: يدرب صاحب العمل في اللياقة البدنية والسباحة والرياضة.
- فتى المسبح « Pool person»: الذي يعمل على حمام السباحة.
- خادم « Retainer»: الخادم الذي يبقي مع الاسرة لفنرة طويلة[42]
- مساعدة المطبخ « Scullery maid»: أدنى رتبة من عاملات المنازل وتعمل كمساعدة لخادمة المطبخ.
- صبي الإسطبل « Stable boy»: عامل يعمل على الخيول والاسطبلات.
- المساعد الشخصي « Valet»: يعروف أيضا باسم " gentleman's gentleman "، وهو الخادم المسؤول عن خزانة السيد ومساعدته في خلع الملابس وما إلى ذلك. في القوات المسلحة بعض الضباط لديهم جندي لمثل هذه المهام. يطلق عليه في الجيش البرطاني "batman ".
- المرضعة « Wet nurse»: تقوم بإرضاع الأطفال في حالة عدم رغبة الام في ذلك.

## معرض صور

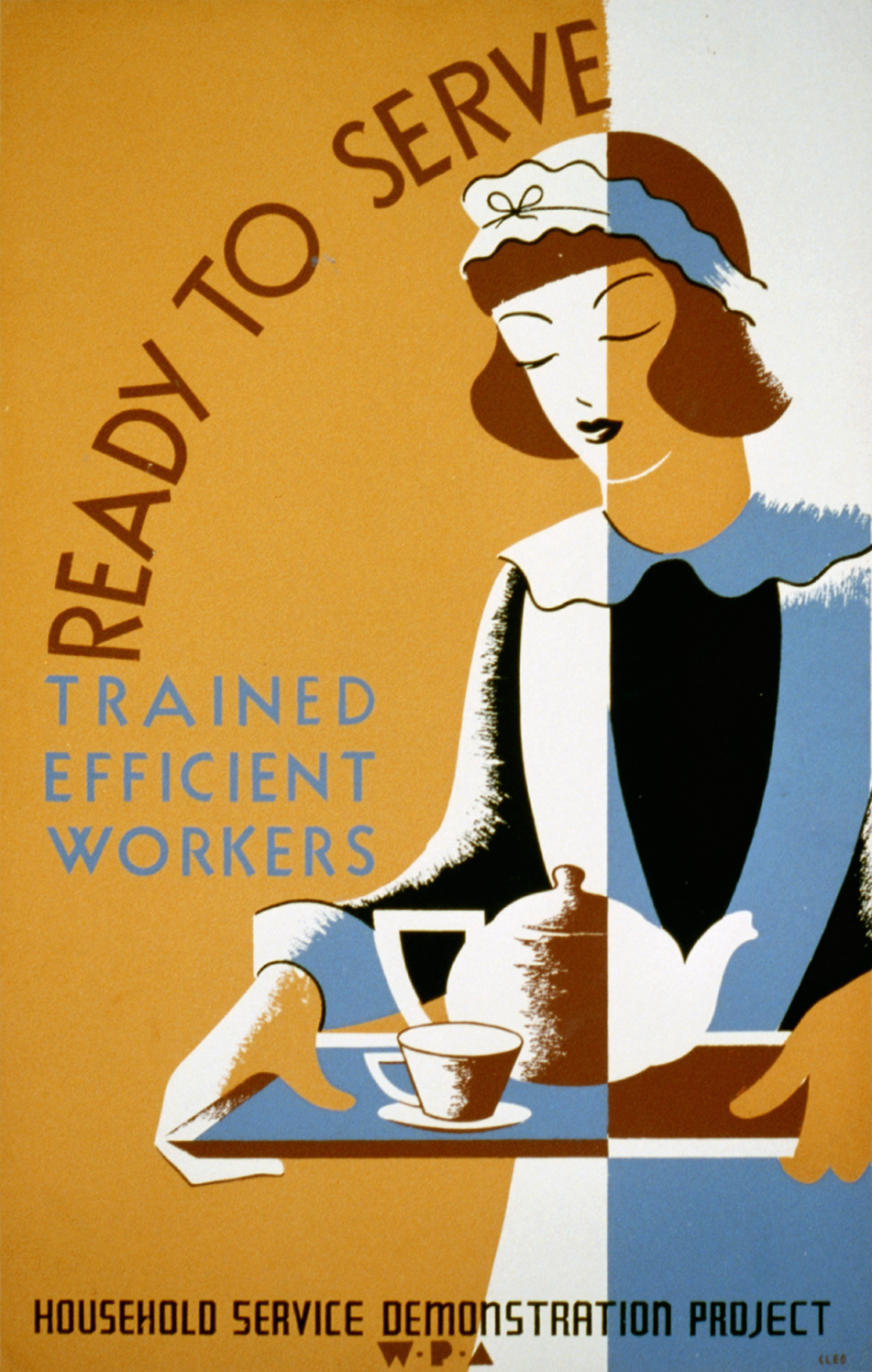
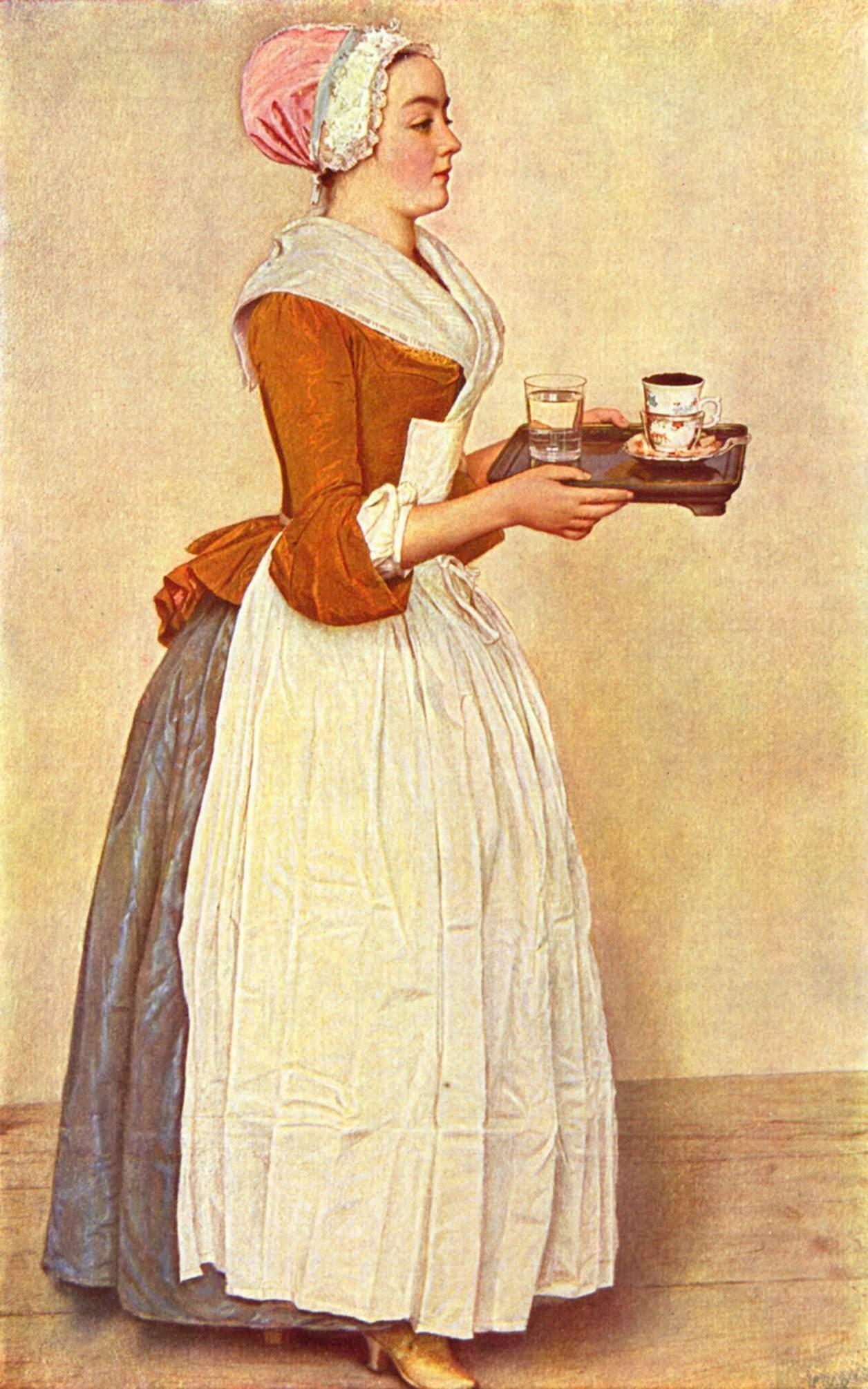
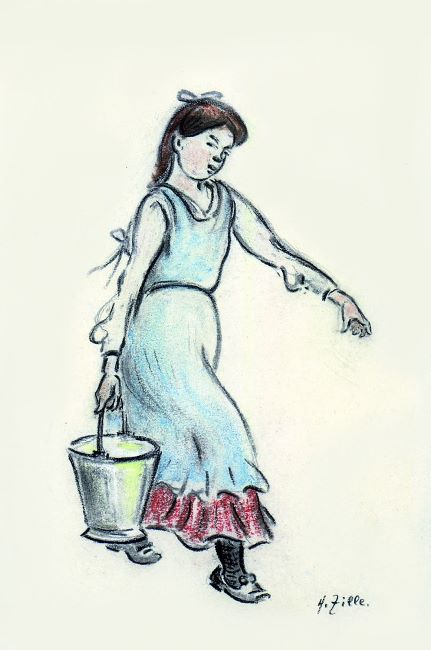
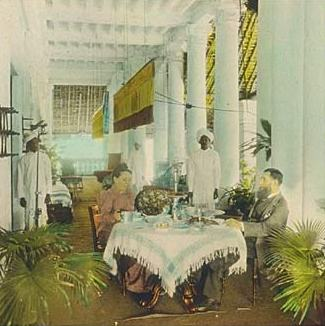